# Kulturhuset Magasinet (Nyköping)

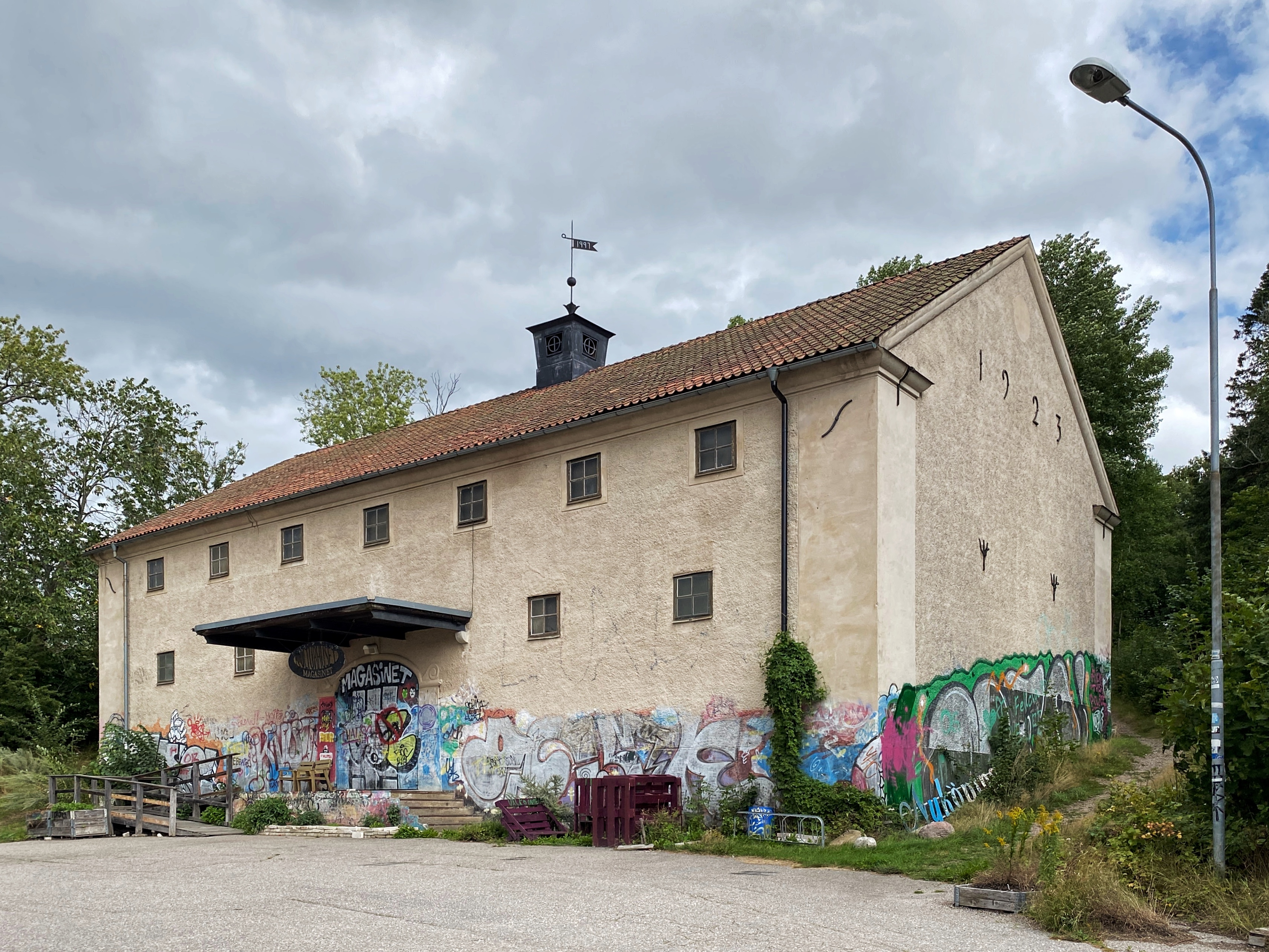
Kulturhuset Magasinet.

Kulturhuset Magasinet är ett fristående och deltagardrivet kulturhus i centrala Nyköping.
Byggnaden, som har en area på drygt 1 000 kvm uppdelat på tre våningar, hyrs sedan sommaren 2010 ut av Nyköpings kommun till Kulturföreningen Bergatrollen. I lokalerna finns bland annat en scen, ett bibliotek, mötes- och slöjdrum, en cykelverkstad, pysselhörna och en gratisbutik.
Kulturföreningen Bergatrollen driver kulturhuset, med avsikten att andra föreningar, grupper och privatpersoner ska kunna arrangera studiecirklar, konserter, workshops, kurser, föreläsningar, festivaler och andra typer av kultur- och nöjesevenemang.
Kulturhuset har sedan 2015 fått föreningsbidrag av Nyköpings kommuns kultur- och fritidsnämnd, men 2018 meddelade hyresvärden Kommunfastigheter att man avsåg höja hyran för huset